# Костел Св. Варвари та Михайла (Козловиці)
Парафіяльний Костел Святої Варвари та Святого Михайла — пам'ятка культури Чехії та зразок сільської сакральної барокової архітектури XVIII ст. Костел розташований у центрі села Козловиці, на березі річки Ондржейниці. Костел має одну наву, поглиблений багатокутний торець та невисоку дзвіницю, утоплену у західний фасад будівлі. Довкола костелу знаходиться старовинний цвинтар. У храмі знаходиться дерев'яний інкрустований вівтар XVIII ст. та Розп'яття Христове XV ст. У 1785 році тут була заснована Козловицька парафія, центром якої і став костел.

## Історія
Перші згадки про костел у Козловицях датуються початком XIV ст. Відомо, що початкова будівля була зроблена із дерева. Сучасну будівлю костелу почали зводити у 1731 році, на місці старого дерев'яного костелу. Герб на стіні костелу свідчить про те, що перебудова костелу фінансувалася Вольфганом Ганнібалом фон Шраттенбахом, єпископом Оломуцьким. У 1742 році, за участі єпископа Якуба Арношта з Ліхтенштейну, костел було освячено. У середині XIX ст. костел було значно перебудовано, піднято дзвіницю та замінено крівлю. Свята Варвара — співпокровителька з 1944 року.